# Musgers Kinematograph
Musgers Kinematograph mit optischem Ausgleich der Bildwanderung ist ein früher Filmprojektor, der auch als Filmkamera benutzt werden konnte.
Die Kameras in Musgers Zeit transportierten den Film ruckweise, das heißt, dass der Film immer um ein Bild weitergerissen wurde; dadurch wurde er auch schneller abgenutzt. Musgers Serienapparat mit Spiegelrad ließ den Film in einer stetigen Bewegung an einer Linse vorbeilaufen. Das nötige Licht wurde mit einem Lichtbogen erzeugt. Das Licht fiel durch eine Linse auf das Filmband, das entstandene Bild fiel durch ein Objektiv auf das sich drehende Spiegelrad und wurde dann aus dem Apparat geleitet. Würde sich das Spiegelrad nicht drehen, wanderte das entstandene Bild immer weiter nach oben. Das Spiegelrad drehte sich aber synchron zum Filmband, und deswegen fiel das Bild immer auf die gleiche Stelle auf der Leinwand.
Man konnte mit dem Apparat auch aufnehmen; dazu musste man nur die Linsen austauschen, und für den lichtempfindlichen Film brauchte man eine Dunkelkammer.